# Municipio de Texas (Míchigan)
El municipio de Texas (en inglés: Texas Township) es un municipio ubicado en el condado de Kalamazoo en el estado estadounidense de Míchigan. En el año 2010 tenía una población de 14697 habitantes y una densidad poblacional de 156,33 personas por km².

## Geografía
El municipio de Texas se encuentra ubicado en las coordenadas 42°12′7″N 85°42′26″O / 42.20194, -85.70722. Según la Oficina del Censo de los Estados Unidos, el municipio tiene una superficie total de 94.01 km², de la cual 89.05 km² corresponden a tierra firme y (5.28%) 4.96 km² es agua.

## Demografía
Según el censo de 2010, había 14697 personas residiendo en el municipio de Texas. La densidad de población era de 156,33 hab./km². De los 14697 habitantes, el municipio de Texas estaba compuesto por el 90.61% blancos, el 2.5% eran afroamericanos, el 0.27% eran amerindios, el 4.14% eran asiáticos, el 0.03% eran isleños del Pacífico, el 0.46% eran de otras razas y el 1.99% pertenecían a dos o más razas. Del total de la población el 2.08% eran hispanos o latinos de cualquier raza.